# Martin Klein (Autor)

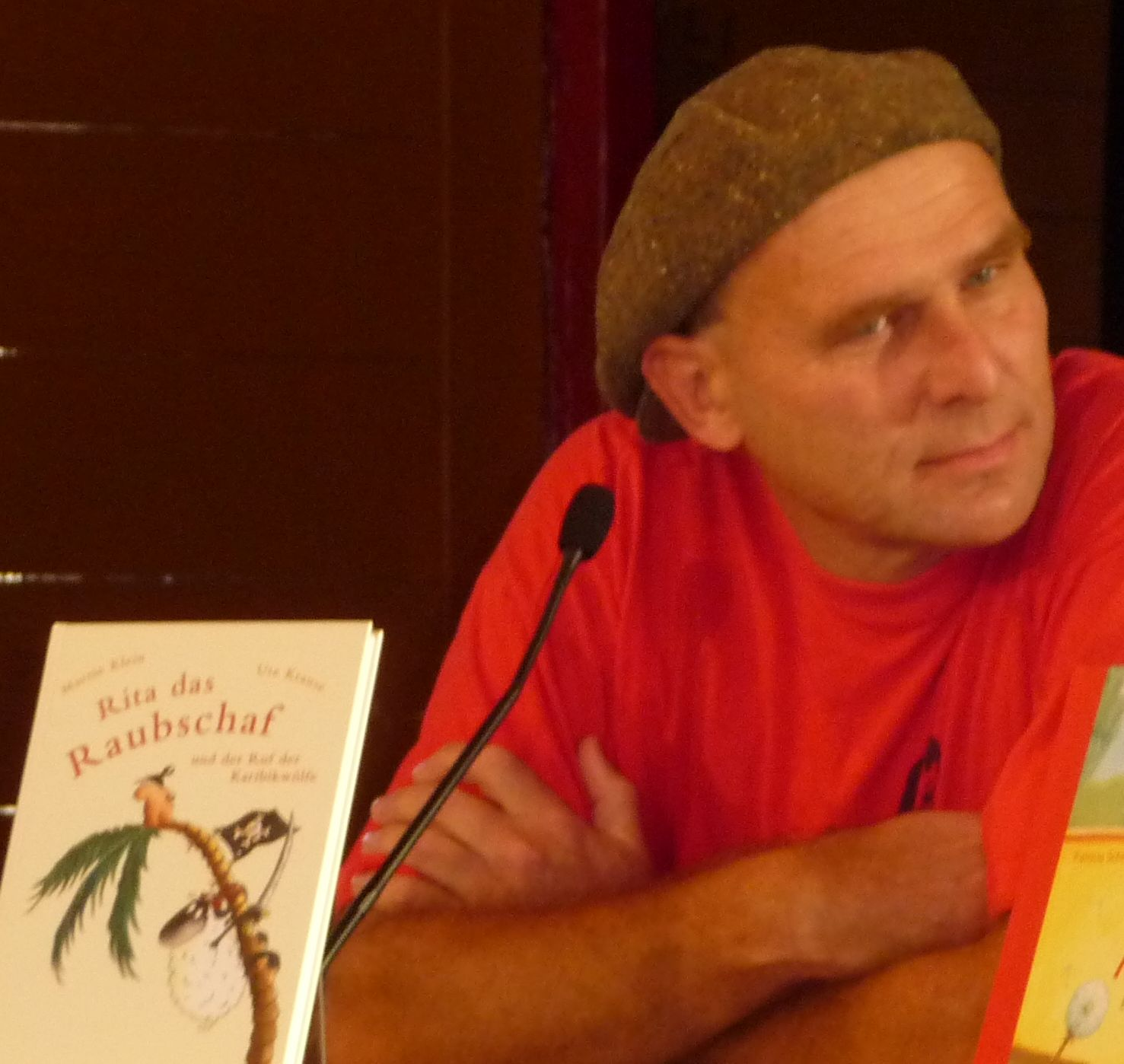
Martin Klein

Martin Klein (* 12. April 1962 in Lübeck) ist ein deutscher Autor von Kinder- und Jugendliteratur sowie Garten- und Landschaftsplaner.

## Leben
Martin Klein begann 1983 Sport in Düsseldorf zu studieren, hörte aber aufgrund einer Verletzung auf. Stattdessen machte er eine Ausbildung zum Landschaftsgärtner. Von 1986 bis 1993 studierte er Garten- und Landschaftsplanung an der TU Berlin. Seit dieser Zeit lebt und arbeitet er als freier Autor, Gärtner und Planer in Berlin. In seinen Geschichten setzt er sich oft mit der Natur auseinander.
Seine Bücher wurden ins Spanische, Koreanische, Taiwan-Chinesische, Englische, Niederländische, Tschechische, Norwegische, Französische und Italienische übersetzt.

## Werke

### Kinderbücher
Lene-Reihe
- Lene und die Pappelplatztiger. Illustrationen von Regina Kehn. Elefanten Press, 1990, ISBN 3-88520-326-X.
- Lene gegen die Kornfeldkobras. Illustrationen von Regina Kehn. Elefanten Press, 1991, ISBN 3-88520-404-5.

Lisa und Marek-Reihe
- Lisas Zauberperle. Illustrationen von Sabine Wilharm. Patmos, 1992, ISBN 3-491-37261-5.
- Mareks große Liebe. Illustrationen von Sabine Wilharm. Patmos, 1993, ISBN 3-491-37278-X.
- Lisa und Marek auf Tour. Illustrationen von Sabine Wilharm. Patmos, 1995, ISBN 3-491-37314-X.

Rita das Raubschaf-Reihe
- Rita das Raubschaf. Illustrationen von Ute Krause. Tulipan, 2009, ISBN 978-3-939944-24-9.
- Rita das Raubschaf und der Ruf der Karibikwölfe. Illustrationen von Ute Krause. Tulipan, 2010, ISBN 978-3-939944-52-2.

weitere Kinderbücher
- Mein Freund, der Schlaf. Illustrationen von Kerstin Meyer. Elefanten Press, 1994, ISBN 3-88520-476-2.
- Wie ein Baum: Florian Erdmanns unglaubliche Geschichte. Elefanten Press, 1995, ISBN 3-88520-559-9.
- Mats, der Held des Glücks. Fischer, 1998, ISBN 3-596-85039-8.
- Das Nest am Fenster. Elefanten Press, 1998, ISBN 3-88520-686-2.
- Die Stadt der Tiere. Elefanten Press, 2002, ISBN 3-570-14631-6.
- Alle Jahre Widder. Illustrationen von Kerstin Meyer. Carlsen, 2003, ISBN 3-551-55244-4.
- Pelé und ich. Illustrationen von Daniel Napp. Carlsen, 2006, ISBN 978-3-551-55415-4.
- Underdogs United, Carlsen, 2024

### Bilderbücher
- Der kleine Pirat Tom. Illustrationen von Silke Voigt. Ravensburger, 2007, ISBN 978-3-473-69185-2.
- Pixi-Bücher Nr. 1577: Der Königsball. Illustrationen von Karsten Teich. Carlsen, 2008, ISBN 978-3-551-05775-4.
- Drachenburg und Ritterhöhle. Illustrationen von Daniela Pohl. Ravensburger, 2009, ISBN 978-3-473-69399-3.
- Ritter Finn und das bärige Geschenk. Illustrationen von Daniela Pohl. Ravensburger, 2009, ISBN 978-3-473-69399-3.
- Ritter Stinkesocke. Illustrationen von Peter Braun. Ravensburger, 2009, ISBN 978-3-473-69399-3.
- Was für ein Wunderdrache. Illustrationen von Peter Braun. Ravensburger, 2009, ISBN 978-3-473-69399-3.
- Pixi-Bücher Nr. 1735: Die Größten. Illustrationen von Volker Sponholz. Carlsen, 2010, ISBN 978-3-551-05792-1.

### Erstlesebücher
Ars Edition
- Kleine Sportgeschichten. Illustrationen von Regina Kehn. Ars Edition, 1999, ISBN 3-7607-3789-7.
- Lustige Haustiergeschichten. Illustrationen von Gabie Hilgert. Ars Edition, 2002, ISBN 3-7607-3865-6.
- Lustige Tiergeschichten. Illustrationen von Gabie Hilgert. Ars Edition, 2004, ISBN 3-7607-3998-9.

Loewe Verlag
- Leselöwen Torjägergeschichten. Illustrationen von Heribert Schulmeyer. Loewe, 1999, ISBN 3-7855-3439-6.
- Lesepiraten Rittergeschichten. Illustrationen von Peter Nieländer. Loewe, 2000, ISBN 3-7855-3698-4.
- Englisch lernen mit den Leselöwen Torjägergeschichten. Illustrationen von Heribert Schulmeyer. Loewe, 2005, ISBN 3-7855-5334-X.
- mit Vanessa Walder: Lesepiraten Ritter-Rallye. Illustrationen von Peter Nieländer und Eva Czerwenka. Loewe, 2007, ISBN 978-3-7855-6052-5.

Ravensburger Buchverlag
- Der Blaue Rabe: Der kleine Dings aus dem All. Illustrationen von Kerstin Meyer. Ravensburger, 1998, ISBN 3-473-34122-3.
- Der Blaue Rabe: Der kleine Dings und die Zeitmaschine. Illustrationen von Kerstin Meyer. Ravensburger, 2000, ISBN 3-473-34145-2.
- Der Blaue Rabe: Der kleine Dings in der Schule. Illustrationen von Kerstin Meyer. Ravensburger, 2001, ISBN 3-473-34173-8.
- Leserabe: Der kleine Dings ist verliebt. Illustrationen von Kerstin Meyer. Ravensburger, 2005, ISBN 3-473-36063-5.
- Leserabe: Piratengeschichten. Illustrationen von Silke Voigt. Ravensburger, 2005, ISBN  3-473-36080-5.
- Leserabe: Abenteuergeschichten. Illustrationen von Jan Lieffering. Ravensburger, 2006, ISBN 3-473-36168-2.
- Leserabe: Fußballgeschichten. Illustrationen von Kerstin Meyer. Ravensburger, 2006, ISBN 3-473-36164-X.
- Leserabe: Ein Schultag voller Abenteuer. Illustrationen von Susanne Schulte. Ravensburger, 2009, ISBN 978-3-473-36389-6.
- Leserabe: Baumhausgeschichten. Illustrationen von Stéffie Becker. Ravensburger, 2011, ISBN 978-3-473-36264-6.

Bibliographisches Institut
- Lesedetektive: Der Geist aus dem Würstchenglas. Illustrationen von Patrick und Frauke Wirbeleit. Bibliographisches Institut, 2006, ISBN 978-3-411-70794-2.
- Lesedetektive: Betreten verboten! Illustrationen von Markus Spang. Bibliographisches Institut, 2008, ISBN 978-3-411-70813-0.
- Lesedetektive: Ein Tag auf dem Pferdehof. Illustrationen von Catharina Westphal. Bibliographisches Institut, 2009, ISBN 978-3-411-70816-1.
- Lesedetektive: Großeltern für einen Tag. Illustrationen von Ines Rarisch. Bibliographisches Institut, 2011, ISBN 978-3-411-71072-0.

Tulipan Verlag
- Theo und der Flickenbär. Illustrationen von Manuela Olten. Tulipan, 2008, ISBN 978-3-939944-12-6.
- Theo und die Sandmannshow. Illustrationen von Manuela Olten. Tulipan, 2010, ISBN 978-3-939944-48-5.

### Schulbücher
- Differix – die neue Klassenbibliothek: Der Regenwald. Cornelsen, 1999, ISBN 3-464-06407-7.

### Hörbücher
- Mein Freund, der Schlaf. Produktion: Headroom, 2001, ISBN 3-934887-12-0.
- Alle Jahre Widder. Gesprochen von Peter Lohmeyer. Produktion: Hörcompany, 2003, ISBN 3-935036-48-5.
- Torjägergeschichten. Gesprochen von Karl Menrad. Produktion: Jumbo, 2004, ISBN 3-8337-1049-7.
- Rita das Raubschaf. Gesprochen von Mechthild Großmann. Produktion: Sauerländer Audio, 2010, ISBN 978-3-7941-8505-4.
- Rita das Raubschaf und der Ruf der Karibikwölfe. Gesprochen von Mechthild Großmann. Produktion: Sauerländer Audio, 2011, ISBN 978-3-7941-8582-5.

## Auszeichnungen
- 2000: Umweltmedienpreis „Kiebitz“ der Stadt Waiblingen
- 2000: Literaturpreis „Eberhard“ des Landkreises Barnim im Land Brandenburg
- Luxemburger Autorenresidenz „Struwwelpippi kommt zur Springprozession“
- Alfred-Döblin-Stipendium von der Stadt Berlin und der Akademie der Künste
- Literaturstipendium Kloster Cismar des Landes Schleswig-Holstein
- Arbeitsstipendien der Stiftung Preußische Seehandlung und der Stadt Berlin